# Calvos (Póvoa de Lanhoso)
Calvos é uma localidade portuguesa do Município de Póvoa de Lanhoso que foi sede da extinta Freguesia de Calvos, freguesia que tinha 4,48 km² de área e 483 habitantes (2011), e, por isso, uma densidade populacional de 107,8 hab/km².
A Freguesia de Calvos foi extinta (agregada) pela última Reorganização administrativa do território das freguesias, de acordo com a Lei nº 11-A/2013 de 28 de Janeiro, tendo o seu território sido agregado ao da Freguesia de Frades para constituir a União de freguesias de Calvos e Frades com sede em Calvos.
Na antiga freguesia situa-se o Carvalho de Calvos, um carvalho-alvarinho (Quercus robur) com cerca de 500 anos.
É a terra natal do botânico e etnógrafo Gonçalo Sampaio. A ação da obra A Brasileira de Prazins de Camilo Castelo Branco passa-se em Calvos.
É sede da Banda Musical de Calvos fundada em 1842.

## População
| População da freguesia de Calvos (1864 – 2011) | População da freguesia de Calvos (1864 – 2011) | População da freguesia de Calvos (1864 – 2011) | População da freguesia de Calvos (1864 – 2011) | População da freguesia de Calvos (1864 – 2011) | População da freguesia de Calvos (1864 – 2011) | População da freguesia de Calvos (1864 – 2011) | População da freguesia de Calvos (1864 – 2011) | População da freguesia de Calvos (1864 – 2011) | População da freguesia de Calvos (1864 – 2011) | População da freguesia de Calvos (1864 – 2011) | População da freguesia de Calvos (1864 – 2011) | População da freguesia de Calvos (1864 – 2011) | População da freguesia de Calvos (1864 – 2011) | População da freguesia de Calvos (1864 – 2011) |
| ---------------------------------------------- | ---------------------------------------------- | ---------------------------------------------- | ---------------------------------------------- | ---------------------------------------------- | ---------------------------------------------- | ---------------------------------------------- | ---------------------------------------------- | ---------------------------------------------- | ---------------------------------------------- | ---------------------------------------------- | ---------------------------------------------- | ---------------------------------------------- | ---------------------------------------------- | ---------------------------------------------- |
| 1864                                           | 1878                                           | 1890                                           | 1900                                           | 1911                                           | 1920                                           | 1930                                           | 1940                                           | 1950                                           | 1960                                           | 1970                                           | 1981                                           | 1991                                           | 2001                                           | 2011                                           |
| 520                                            | 507                                            | 422                                            | 402                                            | 437                                            | 420                                            | 450                                            | 504                                            | 501                                            | 481                                            | 380                                            | 433                                            | 491                                            | 482                                            | 483                                            |